# ملكة بابل
هو فلم إيطالي من عام 1954 تدور أحداثة في فتره الإمبراطورية البابلية الجديدة في عام 600 قبل الميلاد.
مخرج الفيلم: كارلو لودوفيكو براجاجليا

## طاقم التمثيل
- الممثل: «روندا فليمنج» بدور «سميراميس»
- الممثل: «ريكاردو مونتلبان» بدور«أمل»
- الممثل: «رولدانو لوبي» دور«أسور»
- الممثل: «كارلو نينتشي» بدور«سيباري»
- الممثل: «فيوريور مينيكوني» بدور«بولجياس»
- الممثل: «جيلدو بوتشي»

## روابط خارجية
- Queen of Babylon  في قاعدة بيانات الأفلام على الإنترنت (بالإنجليزية)
- Queen of Babylon film clip على يوتيوب {When accessed on June 10, 2020, this link was no longer active}